# Municipio de Byron (Kansas)
El municipio de Byron (en inglés, Byron Township) es un municipio del condado de Stafford, Kansas, Estados Unidos. Tiene una población estimada, a mediados de 2023, de 59 habitantes.
Abarca una zona exclusivamente rural.

## Geografía
Está ubicado en las coordenadas 38°12′50″N 98°38′7″O / 38.21389, -98.63528. Según la Oficina del Censo, tiene una superficie total de 94.11 km², de los cuales 94.05 km² corresponden a tierra firme y 0.06 km² están cubiertos de agua.

## Demografía
Según el censo de 2020, en ese momento había 63 personas residiendo en la zona. La densidad de población era de 0.67 hab./km². El 98.41 % de los habitantes eran blancos y el 1.59% era asiático. No había hispanos o latinos viviendo en la región.